# Dihydroergotamina
Dihydroergotamina (łac. Dihydroergotaminum) – organiczny związek chemiczny z grupy alkaloidów występujący w sporyszu. Strukturalnie jest bardzo zbliżona do innego alkaloidu ze sporyszu – ergotaminy, od której różnie się brakiem jednego wiązania podwójnego w piperydynowym pierścieniu reszty ergolinowej. Wykazuje działanie antymigrenowe poprzez stymulację występujących w naczyniach krwionośnych mózgu receptorów serotoninowych.
Zastosowanie znajduje w skojarzonym leczeniu migreny – jako lek wykorzystuje się metanosulfonian (mesylan) dihydroergotaminy w roztworze etanolu i gliceryny oraz winian dihydroergotaminy w postaci tabletek.
Stosowana jest też w postaci analgetyku złożonego Coffecorn, zawierającego dodatkowo kofeinę.
Działa obkurczająco na naczynia krwionośne głównie mózgu, zmniejszając objawy migrenowe i przepływ krwi, ale nieznacznie zwiększa ciśnienie osmotyczne. Leki zawierające składniki ze sporyszu są wydawane wyłącznie z przepisu lekarza, a leczenie musi być ściśle kontrolowane. Dihydroergotamina wykazuje mniej działań ubocznych od ergotaminy.

Przeczytaj ostrzeżenie dotyczące informacji medycznych i pokrewnych zamieszczonych w Wikipedii.